# Conops ceriaeformis
Espèce
Synonymes
- Conops acuticornis Loew 1847[1]
- Sphixosoma punctitarsis Rondani, 1865[1]

Conops ceriaeformis est une espèce d'insectes diptères de la famille des Conopidae et du genre Conops. C. ceriaeformis est un parasitoïde solitaire, principalement européen, dont la larve est endoparasite d'hyménoptères.

## Description

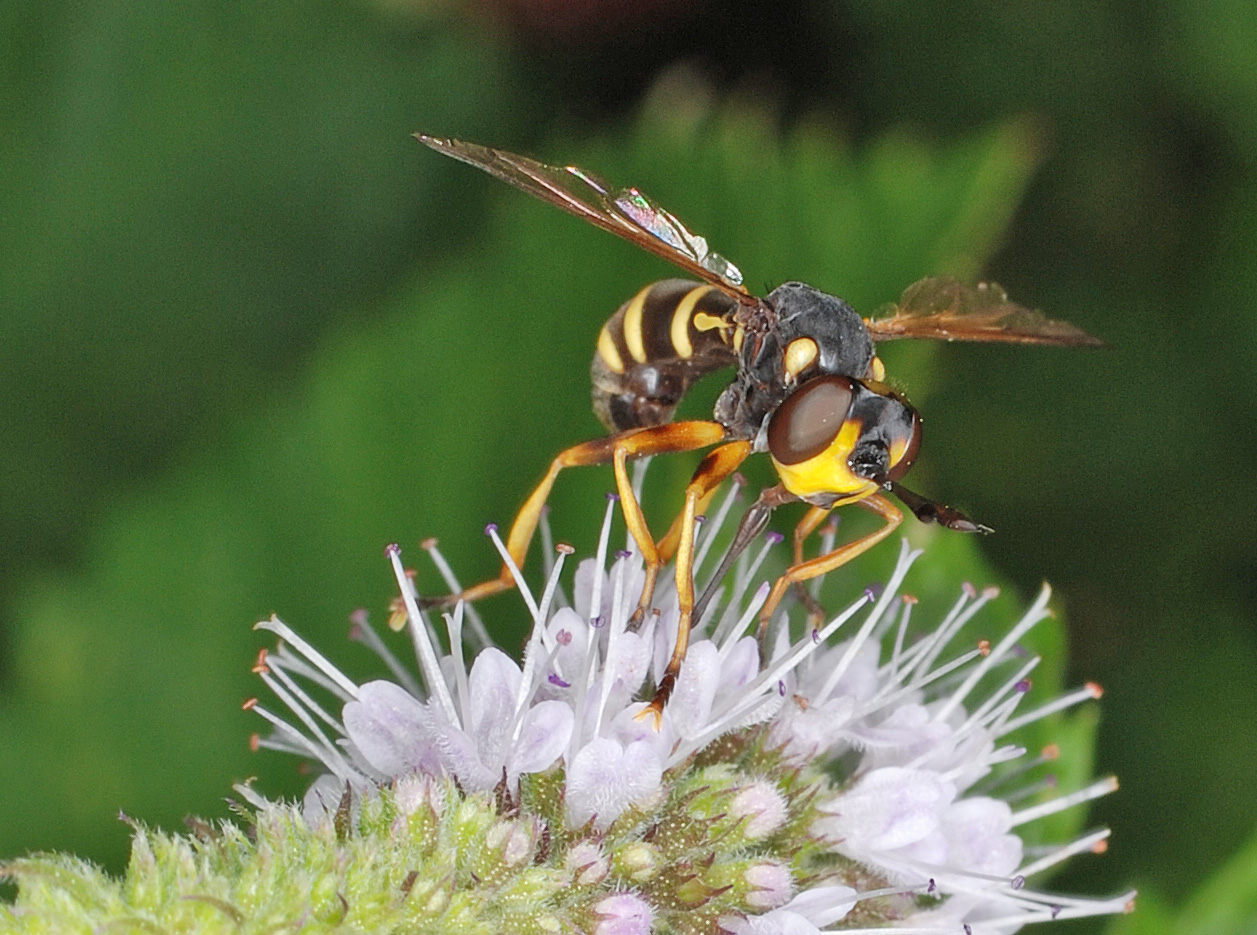
Conops ceriaeformis (Stuttgart, Allemagne)

Conops ceriaeformis est décrit par Johann Wilhelm Meigen en 1824. Son épithète est construite à partir du latin cerium, « cire d'abeille », et de formis, « en forme de », soit littéralement « en forme de cire d'abeille » peut-être en raison de l'aspect brillant et ciré des flancs du thorax.
Conops ceriaeformis mesure de 10 à 13 mm de long. La face est jaune, le front complètement noir et les antennes sont très longues et noires, à l'exception du premier segment qui est jaune. La trompe a une couleur brunâtre, à l'exception de sa base qui est noire. Cette trompe est environ une fois et demie plus longue que la tête. Le mésonotum est noir. Le thorax présente deux bosses jaunes à l'avant et des flancs zébrés d'argenté. L'abdomen des mâles est principalement jaune et comporte une fine bande noire sur chaque segment du bord antérieur. L'abdomen des femelles est principalement noir et porte des bandes jaunes. Sa theca, de couleur noire, est très petite. Les fémurs des pattes médianes et postérieures des mâles sont ornées d'un anneau brun noir, plus sombre et large chez la femelle. C. ceriaeformis peut être confondue avec Conops quadrifasciatus. La femelle de cette dernière se distingue par une théca jaune. Le mâle a un abdomen plus fin. Tous deux n'ont pas d'anneaux noirs aux pattes,.

## Éthologie et distribution
Les imagos de Conops ceriaeformis, floricoles se nourrissant exclusivement de nectar, sont visibles de juillet à octobre. À l'instar de ses consœurs de la famille Conopidae, C. ceriaeformis est un parasitoïde solitaire dont les larves sont endoparasites d'hyménoptères dont la Sphecidae Ammophila sabulosa et la Vespidae Vespula vulgaris.
Peu courante, Conops ceriaeformis est présente sur l'ensemble de l'Europe à l'exception des pays nordiques ainsi qu'au Maghreb et en Russie asiatique,.
Il existe une sous-espèce reconnue : Conops ceriaeformis ussuriensis L. Zimina, 1974,, présente en Russie asiatique.